# Liste des records d'Océanie de cyclisme sur piste
Les records de Océanie de cyclisme sur piste sont les meilleures performances réalisées par des pistards océaniens et homologuées par la Confédération océanienne de cyclisme.

## Hommes
| Épreuve                                         | Record    | Cycliste                                             | Pays             | Date            | Compétition              | Lieu                           | Ref   |
| ----------------------------------------------- | --------- | ---------------------------------------------------- | ---------------- | --------------- | ------------------------ | ------------------------------ | ----- |
| Sprint sur 200 mètres, départ lancé             | 9.459     | Matthew Glaetzer                                     | Australie        | 6 décembre 2013 | Coupe du monde           | Aguascalientes, Mexique        | [ 1 ] |
| Kilomètre contre-la-montre, départ arrêté       | 59.148    | Simon Van Velthooven                                 | Nouvelle-Zélande | 7 décembre 2013 | Coupe du monde           | Aguascalientes, Mexique        | [ 2 ] |
| Sprint sur 750 mètres par équipes départ arrêté | 42.508    | Edward Dawkins Ethan Mitchell Sam Webster            | Nouvelle-Zélande | 16 octobre 2019 | Championnats d'Océanie   | Invercargill, Nouvelle-Zélande | [ 3 ] |
| Poursuite individuelle sur 4 000 mètres         | 4:10.534  | Jack Bobridge                                        | Australie        | 2 février 2011  | Championnats d'Australie | Sydney, Australie              | ,     |
| Poursuite par équipes sur 4 000 mètres          | 3:47.501  | Campbell Stewart Aaron Gate Regan Gough Jordan Kerby | Nouvelle-Zélande | 26 février 2020 | Championnats du monde    | Berlin, Allemagne              | [ 7 ] |
| Record de l'heure                               | 52.491 km | Rohan Dennis                                         | Australie        | 8 février 2015  |                          | Granges, Suisse                | [ 8 ] |

## Femmes
| Épreuve                                         | Record    | Cycliste                                                     | Pays             | Date            | Compétition           | Lieu                        | Ref    |
| ----------------------------------------------- | --------- | ------------------------------------------------------------ | ---------------- | --------------- | --------------------- | --------------------------- | ------ |
| Sprint sur 200 mètres, départ lancé             | 10.483    | Anna Meares                                                  | Australie        | 27 février 2020 | Championnats du monde | Berlin, Allemagne           | [ 9 ]  |
| Contre-la-montre sur 500 mètres, départ arrêté  | 32.836    | Anna Meares                                                  | Australie        | 6 décembre 2013 | Coupe du monde        | Aguascalientes, Mexique     | [ 10 ] |
| Sprint sur 500 mètres par équipes départ arrêté | 32.456    | Kaarle McCulloch Stephanie Morton                            | Australie        | 26 octobre 2018 | Coupe du monde        | Milton, Canada              | [ 11 ] |
| Poursuite individuelle sur 3 000 mètres         | 3:24.537  | Sarah Ulmer                                                  | Nouvelle-Zélande | 22 août 2004    | Jeux olympiques       | Athènes, Grèce              |        |
| Poursuite par équipes sur 3 000 mètres          | 3:16.935  | Annette Edmondson Melissa Hoskins Josephine Tomic            | Australie        | 4 août 2012     | Jeux olympiques       | Londres, Royaume-Uni        | [ 13 ] |
| Poursuite par équipes sur 4 000 mètres          | 4:10.705  | Rushlee Buchanan Holly Edmondston Bryony Botha Kirstie James | Nouvelle-Zélande | 6 décembre 2019 | Coupe du monde        | Cambridge, Nouvelle-Zélande | [ 14 ] |
| Record de l'heure                               | 46.882 km | Bridie O'Donnell                                             | Australie        | 22 janvier 2016 |                       | Adélaïde, Australie         | [ 15 ] |